# Bisaurri (kommunhuvudort)
Bisaurri är en kommunhuvudort i Spanien.   Den ligger i provinsen Provincia de Huesca och regionen Aragonien, i den nordöstra delen av landet, 400 km nordost om huvudstaden Madrid. Bisaurri ligger 1 119 meter över havet och antalet invånare är 259.
Terrängen runt Bisaurri är bergig åt nordväst, men åt sydost är den kuperad. Bisaurri ligger nere i en dal.Runt Bisaurri är det mycket glesbefolkat, med 3 invånare per kvadratkilometer. Närmaste större samhälle är Castejón de Sos, 2,1 km nordväst om Bisaurri. I omgivningarna runt Bisaurri växer i huvudsak blandskog.